# 加拿大苏格兰盖尔语
加拿大苏格兰盖尔语，也被称作布雷顿角岛盖尔语（苏格兰盖尔语：Gàidhlig Chanada, A' Ghàidhlig Chanèideanach, Gàidhlig Cheap Bhreatainn），当地人将之简称为盖尔语（Gaelic或者The Gaelic）。作为苏格兰盖尔语的一种方言，加拿大苏格兰盖尔语已经在远离大陆的新斯科舍省的布雷顿角岛上存在了超越200年。除了新斯科舍，在加拿大的新不伦瑞克，爱德华王子岛上也有少量社区使用。同时在安大略多伦多的盖尔移民社区也有少量人口讲这种语言。19世纪中期，加拿大盖尔语达到巅峰。这种语言连同它的近亲——爱尔兰盖尔语——一起成为加拿大的第三大语言，仅排在英语和法语之后。之后苏格兰盖尔语迅速衰落，近年来已经近乎绝迹。

## 历史

### 早期历史
1621年，苏格兰国王詹姆士六世允许加威廉·亚历山大在今新斯科舍的地方建立了第一处苏格兰的海外殖民地。此时，一群苏格兰高地人——讲苏格兰盖尔语的族群——定居在了如今新斯科舍的皇家港的地方。接着这片殖民地被并入了新法兰西。
大约半个世纪后，哈德逊湾公司被授予了一项特殊的权利，可以在北至哈德逊湾的一大片北美土地上进行贸易。因为多数贸易者为奥克尼人和苏格兰高地人，所以加拿大苏格兰盖尔语被带到了加拿大内陆。

### 定居
在亚拉伯罕平原战役后，新斯科舍连同新法兰西一起被并入英属北美殖民地，而布兰顿角岛却依然留在法国直到1758年。